# Dalbergia noldeae
Dalbergia noldeae är en ärtväxtart som beskrevs av Hermann August Theodor Harms. Dalbergia noldeae ingår i släktet Dalbergia, och familjen ärtväxter. Inga underarter finns listade i Catalogue of Life.